# Szkoła Podstawowa im. Kardynała Stefana Wyszyńskiego w Manasterzu
Szkoła Podstawowa im. Kardynała Stefana Wyszyńskiego w Manasterzu – szkoła podstawowa w Manasterzu.

## Historia
Początki szkolnictwa parafialnego w Manasterzu sięgają pierwszej połowy XIX wieku, według Schematyzmu Greckokatolickiej Eparchii Przemyskiej z 1830 roku istniała już od jakiegoś czasu szkoła parafialna przy parochii greckokatolickiej (schola parochialis).
Przydatnym źródłem archiwalnym do poznawania historii szkolnictwa w Galicji są austriackie Szematyzmy Galicji i Lodomerii, które podają wykaz szkół ludowych, wraz z nazwiskami ich nauczycieli. 7 czerwca 1874 roku reskryptem Rady szkolnej krajowej, szkoła cerkiewna została przekształcona na szkołę publiczną, ludową (filialną), z ruskim językiem wykładowym. W latach 1874–1877 szkoła nie posiadała stałego nauczyciela (posada nie obsadzona), a od 1877 roku szkoła była jednoklasowa i nauczycielem był Jan Mełech. Szkoły wiejskie były tylko męskie, a od 1890 roku były już mieszane (koedukacyjne). Od 1909 roku szkoła posiadała nauczycieli pomocniczych, którymi byli: Maria Grzegorzek (1908–1910), Maria Kalinowska (1910–1912), Maria z Grzegorzaków Kalinowska (1912–1914). W 1902 roku w szkole było 167  dzieci.
W 1911 roku w zasańskiej części Manasterza (przysiółek Wielgosy), utworzono Szkołę Eksponowaną Wielgosy ad Manasterz, której nauczycielką w latach 1911–1914 była Karolina Michalska.
Kierownicy szkoły
1877–1892 Jan Mełech.
1892–1903 Józef Sobolewski.
1903–1905 Leopold Łańcucki.
1905–1910  Antoni Sierżęga.
1910–1914 (?) Jan Kalinowski.